# Wolfenstein: The Old Blood
Wolfenstein: The Old Blood ist ein Ego-Shooter. Das Spiel wurde vom schwedischen Entwicklerstudio MachineGames, einem Tochterunternehmen des US-amerikanischen Spieleherstellers ZeniMax Media, entwickelt und am 5. Mai 2015 über dessen Publishingtochter Bethesda Softworks für Microsoft Windows, PlayStation 4, und Xbox One veröffentlicht. Das Spiel ist ein Prequel zu Wolfenstein: The New Order.

## Handlung

### Hintergrund
In einer Alternativweltgeschichte stehen die Alliierten im Zweiten Weltkrieg 1946 kurz vor einer Niederlage gegen das nationalsozialistische Deutschland. Dieses verfügt über überlegene Waffentechnologien, für deren Entwicklungen General Strasse, genannt Totenkopf, verantwortlich ist. Dieser versteckt sich auf einem geheimen Stützpunkt. Um den Krieg zu wenden, soll er zeitnah ausgeschaltet werden. Der vom Spieler gesteuerte OSS-Agent Captain William Joseph „B.J.“ Blazkowicz soll eine Forschungseinrichtung der Nationalsozialisten – die namensgebende Burg Wolfenstein – infiltrieren und dort eine Akte sicherstellen, welche den Aufenthaltsort des geheimen Stützpunkts enthält. Die eigentliche Handlung gliedert sich in zwei Teile.

### Erster Teil
Blazkowicz infiltriert zusammen mit dem britischen Agenten Wesley Burg Wolfenstein, um Informationen über den Aufenthaltsort von General Totenkopfs Basis zu sammeln. Die Burg steht unter dem Befehl von Helga von Schabbs, einer deutschen Spezialistin für paranormale Aktivitäten und Vertrauten von General Totenkopf. Sie besitzt möglicherweise eine Akte mit den benötigten Informationen. Während der Infiltration werden Blazkowicz und Wesley enttarnt. Der Anführer der Hundestaffel, Rudi Jäger, foltert Wesley zu Tode. Blazkowicz kann zu einem Verstreck des deutschen Widerstands entkommen. Die Deutschen folgen ihm aber dorthin. Im finalen Kampf gelingt es ihm, Jäger auszuschalten und mit den Widerstandskämpfern zu entkommen. Während des ersten und zweiten Teils kann der Spieler immer wieder optionale Schriftstücke finden, die Hintergründe zur Story erzählen. Demnach wurde Burg Wolfenstein von Otto I. errichtet, welcher dort Forschungen mit Toten betreiben ließ. Helga von Schabbs versucht diese Waffe zu finden.

### Zweiter Teil
Zu Beginn des zweiten Teils findet Blazkowicz heraus, dass Helga von Schabbs Ausgrabungen in der Umgebung des nahegelegenen Ortes Wulfburg beauftragt hat, um die von König Otto geschaffene Waffe zu entdecken. Um die Akte mit dem Aufenthaltsort von General Totenkopf zu erlangen, infiltriert Blazkowicz eine Feier der deutschen Soldaten in einem Wirtshaus, wird dabei aber von Helga von Schabbs enttarnt. Bevor sie ihn töten kann, ereignet sich ein Erdbeben, welches die Stadt verwüstet. Ein Teil der deutschen Soldaten stirbt und verwandelt sich in brennende Zombies. Blazkowicz kämpft sich durch die Ruinen der zerstörten Stadt bis zur Ausgrabungsstätte. Er erfährt dort, dass die geheime Waffe ein gigantischer aus Leichenteilen zusammengenähter Untoter ist. Helga von Schabbs gelingt es, das Monster zu erwecken. Sie kann es entgegen ihrer Erwartung aber nicht kontrollieren, so dass das Monster sie schwer verletzt. Blazowicz kann es schließlich vernichten und der sterbenden Helga von Schabbs die Akte mit dem Aufenthaltsort von General Totenkopf abnehmen. In der letzten Cutszene wird Blazkowicz von Captain Fergus gerettet und von ihm zu einer Basis der Royal Air Force gebracht, von welcher der Angriff auf die Festung von General Totenkopf startet. Diese Szene liegt zeitlich unmittelbar vor dem Prolog von Wolfenstein: The New Order.

### Verkaufsversionen
Wie auch beim Vorgänger Wolfenstein: The New Order gibt es für The Old Blood zwei Verkaufsversionen. Eine unveränderte Internationale Version, welche wie das Hauptspiel in Deutschland über Steam nicht aktiviert werden kann, und eine deutschsprachige Version. Diese ist jedoch nur auf Deutsch spielbar und verfügt nicht über eindeutige Referenzen auf den Nationalsozialismus, also die in Deutschland nach § 86a StGb strafbaren Kennzeichen verfassungswidriger Organisationen, der Parteiname und die Namen der politischen Führung, während die Gewaltdarstellung unverändert blieb. In der Schweiz sind über Steam automatisch beide Versionen verfügbar. Seit November 2019 werden auch in Deutschland die unzensierten Internationalen Versionen mit NS-Symbolik, allerdings nur in Englisch, vertrieben.

## Gameplay
Beim Spiel handelt es sich um einen reinen Ego-Shooter. Der Spieler kann verschiedene Waffen verwenden, darunter ein Maschinengewehr, eine Schrotflinte und ein Scharfschützengewehr. Die meisten Waffen haben einen primären und sekundären Feuermodus. Das Spiel gliedert sich in mehrere nahtlos ineinander übergehende Abschnitte. Ziel ist jeweils einen bestimmten Punkt zu erreichen, um dort eine Tür zum nächsten Abschnitt zu durchschreiten oder ein bestimmtes Ereignis auszulösen. Zumeist sind mehrere Routen zum Zielpunkt möglich. Der Spieler kann fast immer entscheiden, ob er sich lautlos durch das Level bewegt oder sogleich ein Feuergefecht beginnt. In vielen Leveln befinden sich Offiziere, die Verstärkung anfordern. Erst wenn der Spieler diese ausgeschaltet hat, ebbt der Strom an Gegnern ab. Hierneben verfügt der Spieler über eine festgelegte Anzahl an Lebenspunkten. Er kann zudem Rüstung aufnehmen, die den Lebenspunkteverlust bei Treffern reduzieren. An wenigen Stellen steigt der Spieler in Fahrzeuge, die sich automatisch bewegen, aber regelmäßig beschossen und vom Spieler verteidigt werden müssen (Seilbahn, Boote). Im zweiten Teil muss der Spieler brennende Zombies bekämpfen, die ihm im Nahkampf erheblichen Schaden zufügen und sich effektiv nur durch Kopfschüsse ausschalten lassen. An einigen Punkten nimmt der vom Spieler gesteuerte Charakter an Gesprächen teil. In diese Abschnitte kann der Spieler nicht eingreifen. Wie auch in The New Order sind viele Dialoge auch im englischsprachigen Original auf Deutsch. Die Geschichte spielt damit, dass Blazkowicz kein Deutsch spricht, was ihn mehrmals als Spion auffliegen lässt. Als „Alpträume“ kann der Spieler die Original-Levels von Wolfenstein 3D in fast unveränderter Grafik nachspielen. Nur die Waffe des Spielers entspricht moderner Grafik. Das originale Interface wurde entfernt.

## Synchronisation
| Rolle              | Originaler Sprecher   | Deutscher Sprecher    |
| ------------------ | --------------------- | --------------------- |
| B.J Blazkowicz     | Brian Bloom           | Johannes Berenz       |
| Rudi Jäger         | Ben Jung              | Ben Jung              |
| Helga von Schabbs  | Gabrielle Scharnitzky | Gabrielle Scharnitzky |
| Emmerich Schreiner | Hans-Eckart Eckhardt  | Hans-Eckart Eckhardt  |
| Wesley / Agent One | Ronan Summers         | Tobias Schmidt        |
| Ludwig Kessler     | Urs Remond            | Urs Remond            |
| Annette Krause     | Lilli Fichtner        | Lilli Fichtner        |
| Dorftrunkenbold    | Alan Orpin            | Wolf Frass            |
| Fergus Reid        | Gideon Emery          | Roland Hemmo          |